# Roca Redonda
Roca Redonda és un illot que es troba a les illes Galápagos, a l'oceà Pacífic. Està situat a uns 25 km al nord-oest de l'illa Isabela. Fa 100 metres de llargada per 50 metres d'amplada, amb una elevació màxima de 67 metres. El seu aïllament i inaccessibilitat juntament amb els penya-segats plens d'esquerdes n'han fet un refugi ideal per a la nidificació d'aus marines.
Aquesta petita illa volcànica són les restes d'un gran volcà en escut que ha estat molt erosionat per sota del nivell del mar. La datació per potassi-argó indica que l'illot té almenys 53.000 anys. Es desconeix quan va tenir lloc la darrera erupció del volcà. Al voltant de l'illa existeixen diverses fumaroles submarines.